# Spaanse literatuur

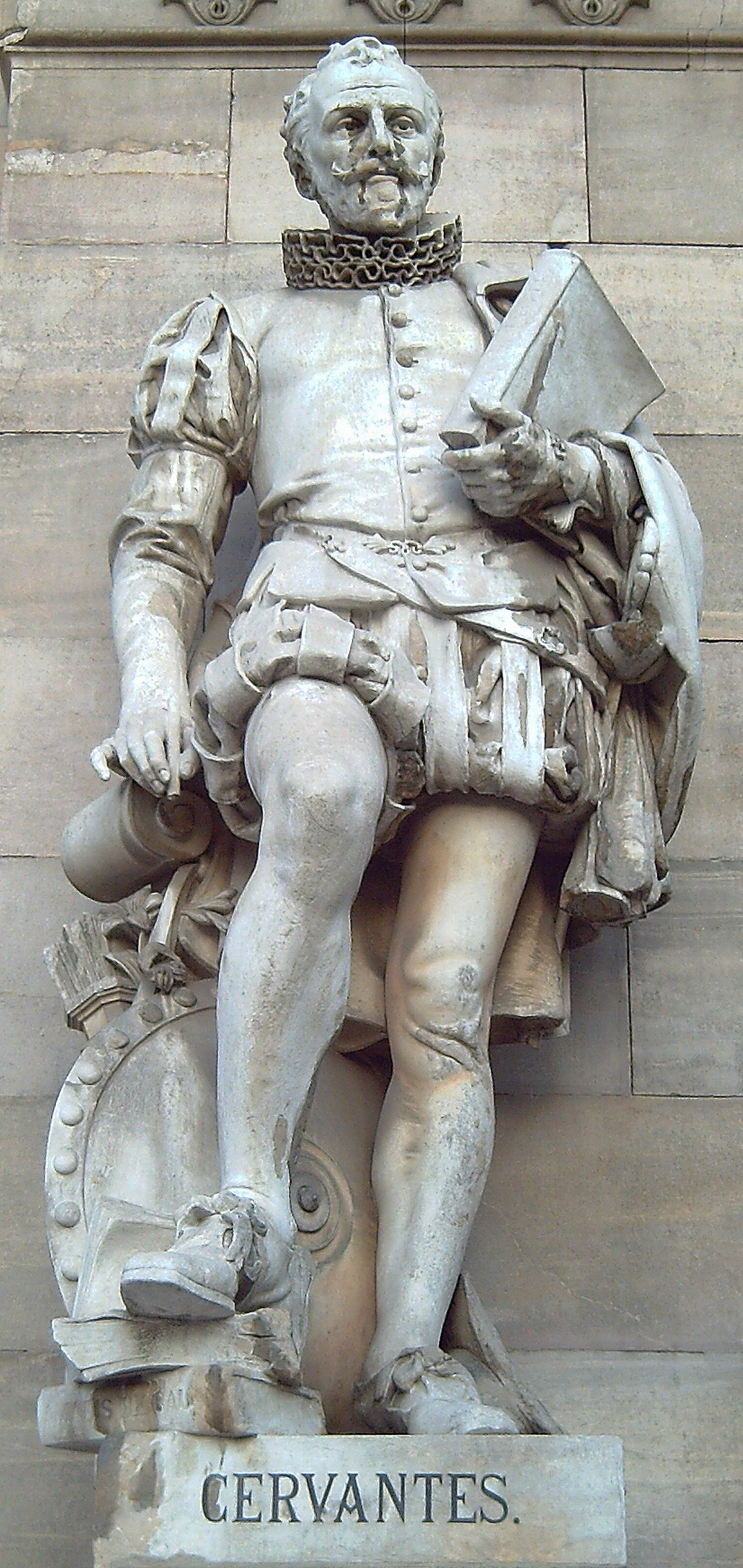
Standbeeld van Miguel de Cervantes in Madrid

Spaanse literatuur verwijst in dit artikel naar Spaanstalige literatuur van Spanje, dus alle prozateksten en poëzie. Hierbij wordt in de eerste plaats de literatuur in het Castiliaanse dialect - het huidige Spaans - bedoeld, een literaire traditie die begint in de 12e eeuw met Cantar de Mio Cid. Voor Spaanstalige literatuur buiten het Iberisch Schiereiland, zie Latijns-Amerikaanse literatuur en Lijst van Spaanstalige literaire schrijvers.

## Vroege Spaanse literatuur en de middeleeuwen

### De Jarcha's
De eerste Romaanse literatuur op het Iberische schiereiland liet men traditioneel beginnen met het anonieme epische gedicht El Poema del Cid, geschreven omstreeks 1140. Dit bleef de algemene overtuiging tot in 1948 een Hebreeuws geleerde 24 "jarcha's" publiceerde, korte lyrische gedichten die geschreven waren in heel oud Spaans. Hij had ze gevonden in een synagoge in Caïro. Later vond de Spaanse academicus Emilio Garcia Gómez nog jarcha's, zodat sedert 1948 het totaal nu is opgelopen tot over de vijftig.
De jarcha is meestal een klaagzang die een vrouw van lagere klasse aanheft voor haar afwezige geliefde. Het is de laatste drie- of vierregelige strofe van de muwashshah, een dichtvorm die door Arabische en Hebreeuwse dichters werd gebruikt vanaf de 11e tot de 13e eeuw. De jarcha is geschreven in Mozarabisch, een Romaanse taal die in deze periode door de meerderheid van de bevolking werd gesproken. Omdat het de Arabische en Hebreeuwse tekens aan bepaalde klinkers ontbrak, hebben onderzoekers moeite met de transliteratie ervan. Het gebrek aan kennis van de taal bemoeilijkt ook de interpretatie. Toch is het nu algemeen aanvaard dat Mozarabisch een aparte Romaanse taal was die rechtstreeks ontstaan was uit het volkslatijn, en niet uit het Castiliaans Spaans.
Voorbeeld van een jarcha
Vayse meu corachón de mib.

ya Rab, ¿si me tornarád?

¡Tan mal meu doler li-l-habib!

Enfermo yed, ¿cuánd sanarád?

Mijn hart gaat van me heen

O God, komt ze misschien terug?

Hoe groot is mijn verdriet voor mijn geliefde!

Het maakt me ziek, wanneer zal ik genezen?

### Cantar de Mio Cid

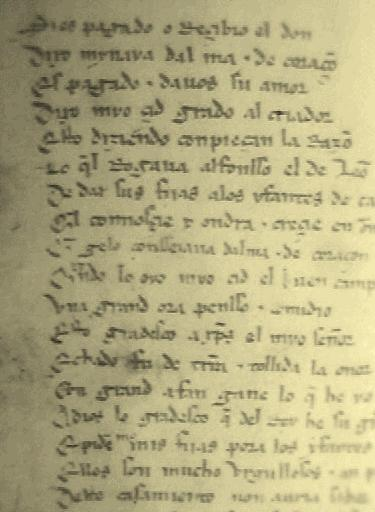
De Cantar de mío Cid, de vroegst bekende Spaanse cantar de gesta

Van de in het Castiliaans overgeleverde teksten is het midden 12e-eeuwse heroïsche gedicht Cantar de Mio Cid het oudste. Het bestaande manuscript is een onvolledige kopie uit 1307. Doordat het volgens onderzoekers vrij kort na de dood van de historische Cid moet geschreven zijn, staat de authenticiteit ervan vrijwel vast. Het tweede en derde deel van de Cantar de mío Cid is echter gefantaseerd en komt niet overeen met de feitelijke geschiedenis van Granada. De zes versregels die vertellen dat de Cid Granada op de moslims veroverd zou hebben zijn gefantaseerd.
De Cid vertelt het verhaal van de Castiliaanse edele Rodrigo Díaz de Vivar (gekend onder zijn bijnaam Cid, van het Arabische sidi, heer) die uit de koninklijke gunst geraakt en doet het relaas van zijn gevechten, zijn liefdes en zijn dagelijks leven. De dichter die het  schreef, blijft onbekend. In plaats van rijm maakte hij gebruik van assonantie en in lengte variërende versregels met gewoonlijk 14 lettergrepen. Het gedicht zelf bestaat uit drie delen, cantos genaamd.

### Mester de juglaría
Mester de juglaría ("Ministerie van jongleurs") is een Castiliaans literair genre uit de 12e en 13e eeuw. Het gaat hier om een orale vorm van literatuur, door 'jongleurs' (minstrelen) mondeling doorgegeven. Zij verdienden de kost in paleizen en openbare plaatsen zoals markten door verhalen ten gehore te brengen, al dan niet met vertoon van andere 'kunsten' zoals jongleren. Deze cantar de geste (zie het Franse chanson de geste) waren op rijm gezet om ze beter te kunnen onthouden. Door de mondelinge overlevering bestaan er echter vaak verschillende versies van deze verhalen. In de praktijk kwam het er dus op neer dat deze cantar de geste niet door één dichter-zanger waren gemaakt, maar ontstonden door toevoeging of wijziging van verhaalelementen, waardoor het een beetje als een collectief werk kan beschouwd worden.
In vergelijking met de hierna besproken Mester de Clerecía waren de auteurs niet zo ontwikkeld. De onderwerpen die ze behandelen waren populairder en hun taal was eenvoudiger. Ook het metrum is onregelmatiger. De bekendste voorbeelden van werken die als Mester de Juglaría kunnen worden geclassificeerd, zijn El Cantar de Mio Cid en Representación de los Reyes Magos.

### Mester de Clerecía
Deze Castiliaanse verhalende poëzie, bekend als de Mester de Clerecía, werd populair in de 13e eeuw. Het is de versvorm waarvan de hoger opgeleide dichters gebruikmaakten. Meestal waren dit geestelijken (vandaar de naam clerecía). Deze dichters telden zorgvuldig het aantal lettergrepen in elke versregel en streefden naar perfectie van vorm en uitdrukking. Daarbij toonden ze een voorkeur voor de alexandrijn (een versregel met 14 lettergrepen), het consonantrijm en strofen van elk vier regels. Deze vorm, die tot de 14e eeuw populair bleef, is ook bekend als de cuaderna via of de viervoudige weg, en was ontleend aan Franse voorbeelden. 
Populaire thema's van deze dichters waren christelijke legenden, leven van heiligen en verhalen uit de klassieke oudheid. Ook deze gedichten werden aan dorpelingen voorgedragen op openbare pleinen. Wat deze vorm van de mester de juglaría onderscheidt is de didactische bedoeling en de eruditie die erin wordt getoond. De Castiliaanse priester en dichter Gonzalo de Berceo was een van de grootste aanhangers van de mester de clerecía. Al zijn werken waren religieus. De twee bekendste zijn Milagros de Nuestra Señora (over de wonderen van de Maagd Maria) en Vida de Santa Oria (Het leven van de Heilige Oria). De 14e-eeuwse dichter Juan Ruíz, ook bekend als de Arcipreste de Hita (de aartspriester van Hita), maakte in een deel van zijn werk Libro de buen amor gebruik van de cuaderna via. Hij introduceerde ook de versregel van 16 lettergrepen.

### Prozawerken
Onder het patronage van koning Alfons X van Castilië  (gestorven 1284)  werd een aantal wetboeken gepubliceerd met de titel Las Siete partidas, en verschillende wetenschappelijke verzamelwerken zoals de Lapidario. Hij stond ook aan de wieg van de Spaanse geschiedschrijving in de volkstaal. Onder zijn beheer werd de Chrónica general geschreven. Deze bestaat uit twee delen: het eerste deel (La General é grant historia) behandelt de universele geschiedenis vanaf de schepping van de wereld tot aan de eerste christelijke eeuwen. Het tweede (La Crónica ó Historia de España) handelt over de nationale geschiedenis. Van elke  Castiliaanse koning werd daarna wel een kroniek geschreven door auteurs zoals Pero Lopez de Ayala en Alvar Garcia de Santa Maria. De triomfen van de katholieke heersers Ferdinand en Isabella werden beschreven door Fernando del Pulgar en Andrés Bernáldez. 
Behalve deze koninklijke kronieken werden ook biografieën geschreven van belangrijke personen, zoals bijvoorbeeld de 15e-eeuwse kroniek over graaf Pedro Niño door Gutierre Diez de Games. Er verscheen ook een vreemd reisboek, het verhaal over de ervaringen van een gezantschap dat door Hendrik III in 1403 naar Timur was gestuurd. De auteur van dit werk  was het hoofd van de missie, Ruy González de Clavijo.
De andere Castiliaanse  prozawerken van de 13e en 14e eeuw waren in hoofdzaak didactische en beknopte teksten die echter ook illustraties en verhalen bevatten uit het oosten. Zo was er een Spaanse vertaling uit het Arabisch van Kalila en Dimna uit het midden van de 13e eeuw, en een romance over de Zeven wijzen (Sindibad). Ook verschenen er in de loop van de 14e eeuw heel wat  verzamelingen aforismen en zedenlessen: het Secretum secretorum (Het geheim der geheimen) dat in de middeleeuwen aan Aristoteles werd toegeschreven, de verzameling 'Proverbius buenos (Goede spreekwoorden), de Bocados de oro (Gouden stukjes) of Libro de Bonium, (Boek over Bonium, koning van Perzië),  Rey de Persia (Koningen van Perzië)  en Libro de los gatos (Boek van de katten).

### Lyrische poëzie
Lyrische poëzie uit de middeleeuwse Spaanse literatuur kan in drie groepen worden verdeeld: de jarcha's, de populaire gedichten uit volksliedjes gezongen door gewone mensen, en de hoofse poëzie van de edelen. Alfonso X past in de derde groep met zijn serie van 300 gedichten, geschreven in het Galicisch: Las Cantigas de Santa María. Hita Libro de buen amor, het werk van de 14e-eeuwse dichter Juan Ruiz (of de Arcipreste), een  raamvertelling waarin hij onder meer vertalingen van Ovidius verwerkt, satires, kleine gedichten genaamd serranillas, 29 fabels, een preek over christelijke wapenrusting, en vele lyrische lofdichten op de Maagd Maria. Met de dichter Íñigo López de Mendoza, '(de markies van Santillana)' (1398-1458), begint een beweging die zich verwijdert van de middeleeuwse tradities. Hij is vertrouwd met Latijnse auteurs en de werken van Dante en Petrarca. Mendoza was ook de eerste die het sonnet introduceerde in de Spaanse literatuur. Deze markies van Santillana verdient niet alleen omwille van zijn eigen poëzie een plaats in de 15e-eeuwse literatuur van Spanje, maar evenzeer door de steun die hij aan veel schrijvers uit zijn tijd gaf en door zijn impuls om werken van auteurs uit de oudheid te laten vertalen.
De laatste grote dichter van de middeleeuwen is Jorge Manrique. Hij is beroemd om zijn Coplas a la muerte de su padre, een klaagzang over de dood van zijn vader.

## Renaissance
Zoals elders in Europa geldt voor de Spaanse renaissance de hernieuwde belangstelling voor de klassieke bronnen, de opkomst van het hoofse mecenaat en de vooruitgang van de wetenschap. Sinds de tweede helft van het 15e eeuw was er sprake van een opmerkelijke culturele uitwisseling tussen Italië en Spanje. De invloed van Dante, Petrarca en Boccaccio op de Spaanse literatuur was duidelijk, maar ook Spaanse literaire werken werden gepubliceerd of vertaald in Italië. Dit gebeurde bijvoorbeeld met de poëzie van Jorge Manrique en Iñigo López de Mendoza, en met populaire romans, kerstliedjes, enz. Andere belangrijke dichters uit de renaissance waren Garcilaso de la Vega en Juan Boscán. Onder de schrijvers van religieuze literatuur vindt men Luis de León, Johannes van het Kruis en Theresia van Ávila. Opmerkelijk renaissanceproza was de schelmenroman La vida de Lazarillo de Tormes van een anoniem auteur. 
De taal in deze periode wordt gekenmerkt door natuurlijkheid en eenvoud. Woordenschat en zinsbouw worden bewust eenvoudig gehouden. Vaak weerkerende thema's zijn: liefde, opgevat vanuit het platonische standpunt; de natuur, die op idyllische wijze wordt beschreven; heidense mythologie waarin wordt gereflecteerd over de geschiedenis van goden en de vrouwelijke schoonheid.

## De Gouden Eeuw

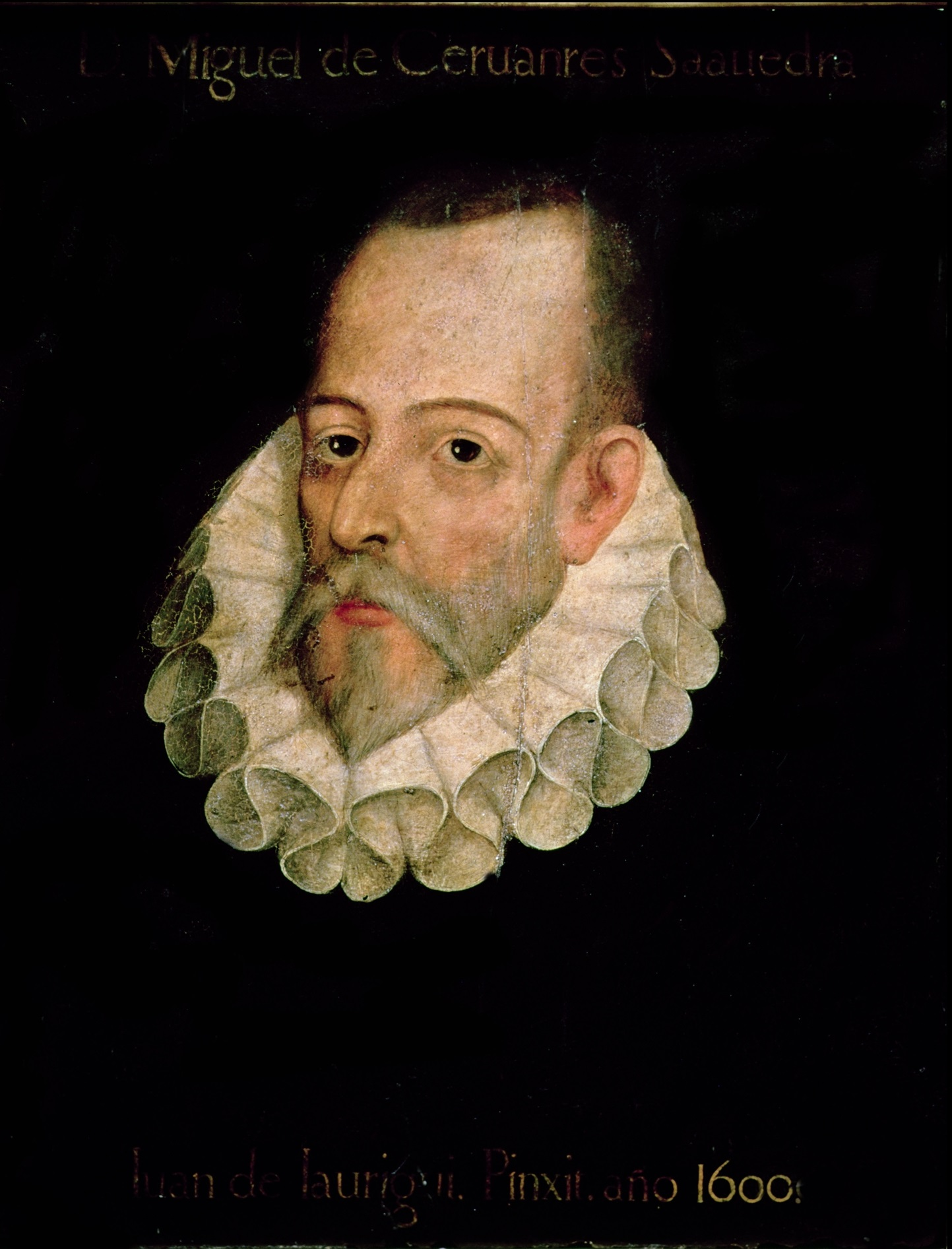
Miguel de Cervantes. (1600). Mogelijk was Juan de Jáuregui de schilder.

De Gouden Eeuw van Spanje, el Siglo de Oro, omslaat meerdere eeuwen. Het begin ligt in het jaar 1492. Dat is het jaar waarin de Reconquista wordt voltooid. De Gouden eeuw eindigt in het jaar 1681. Dat is het jaar waarin de schrijver Pedro Calderón de la Barca overleed.

### Poëzie
- Luis de Góngora
- Francisco de Quevedo
- Alonso de Ercilla: La Araucana

### Proza
- Miguel de Cervantes Saavedra: La Galatea en Don Quixote de la Mancha
- Francisco de Quevedo
- Baltasar Gracián
- Mateo Alemán: Guzmán de Alfarache

### Theater
- Lope de Vega
- Pedro Calderón de la Barca
- Tirso de Molina

## Verlichting
In de Spaanse literatuur van de 18e eeuw worden drie fasen onderscheiden:
- Anti-Barok (ongeveer tot 1750): is te beschouwen als een verzet tegen de stijl van de late Barok, die als te retorisch en verdraaid wordt aangevoeld.
- Neoclassicisme (tot het einde van de 18de eeuw): sterk beïnvloed door het Franse en Italiaanse classicisme. De schrijvers imiteren ook de oude Griekse en Romeinse klassieken.
- Pre-romantiek (eind 18de en begin 19e eeuw): staat als verzet tegen de strenge regels van het classicisme onder invloed van de Engelse filosoof John Locke, samen met die van de Fransen Étienne Bonnot de Condillac, Jean-Jacques Rousseau en Denis Diderot. Nadruk op het recht van individuen om hun persoonlijke emoties te uiten. Deze stroming kondigt het verval van het neoclassicisme aan en opent de deuren naar de romantiek.

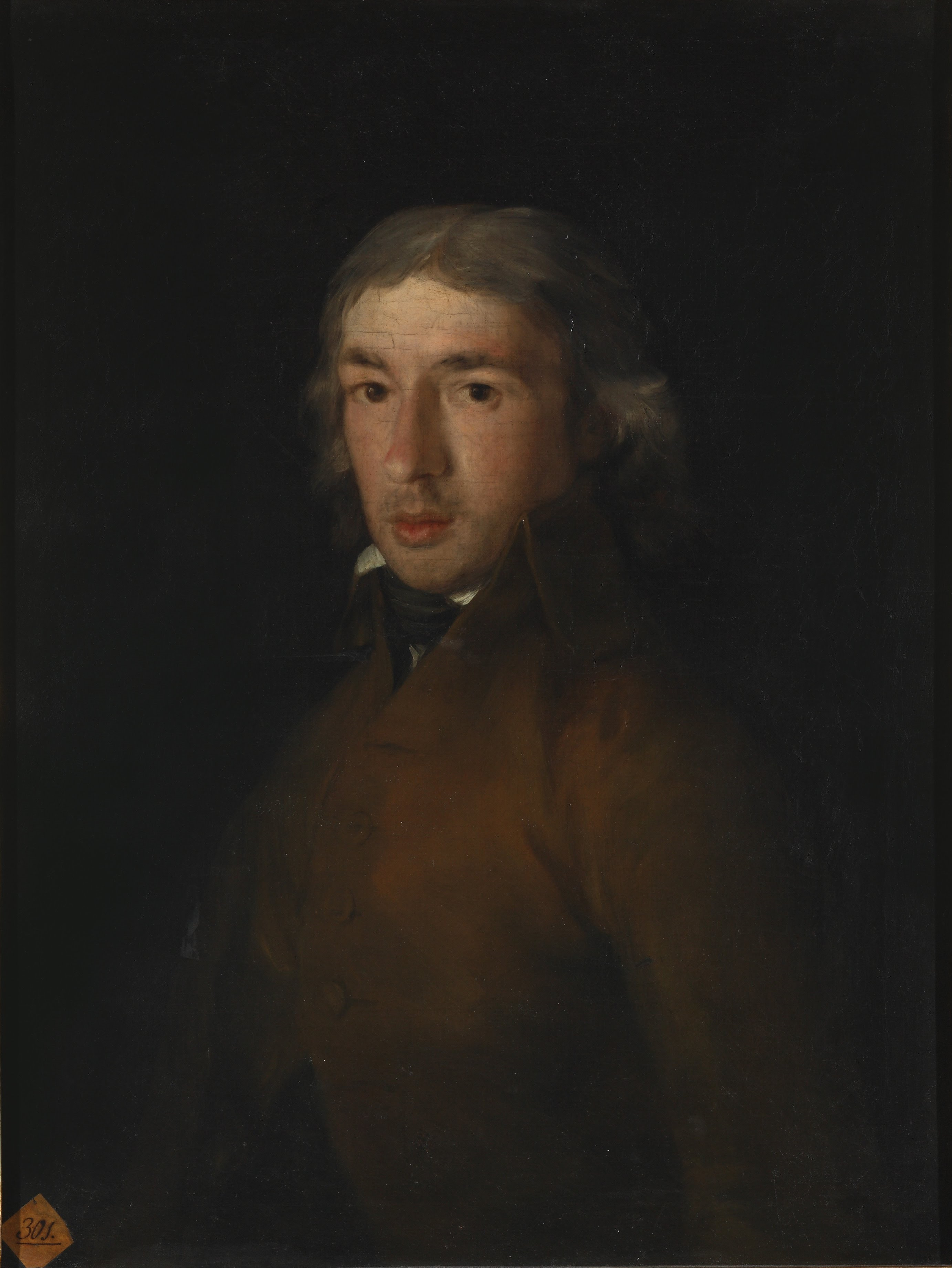
Leandro Fernández de Moratín. Schilderij van Francisco Goya.

### Poëzie
- Juan Meléndez Valdés
- Tomás de Iriarte
- Félix María Samaniego

### Proza
- Fray Benito Jerónimo Feijoo
- Gaspar Melchor de Jovellanos
- José Cadalso

### Theater
- Leandro Fernández de Moratín
- Ramón de la Cruz

## Romantiek
In reactie op het rationalisme van de verlichting benadrukt de 19e-eeuwse romantiek sterke emotie als een bron van esthetische ervaring.
Belangrijke figuren:

### Poëzie
Eerste periode, tot ca. 1850:
- José de Espronceda
- Carolina Coronado
- Juan Arolas
- Nicomedes Pastor Díaz
- Gertrudis Gómez de Avellaneda
- Pablo Piferrer

Tweede periode, onder invloed van Heinrich Heines poëzie, vanaf ca. 1850:
- Gustavo Adolfo Bécquer
- Augusto Ferrán
- Rosalía de Castro

### Proza
- Mariano José de Larra (journalist)

### Theater
- Ángel de Saavedra of de 'hertog van Rivas' (Don Álvaro o la fuerza del sino)
- Francisco Martínez de la Rosa (La conjuración de Venecia)
- Antonio García Gutiérrez (El Trovador)
- Juan Eugenio Hartzenbusch (Los amantes de Teruel)
- José Zorrilla (Don Juan Tenorio)
- Bretón de los Herreros (Muérete y verás)

## Realisme
In het midden van de 19de eeuw was de romantiek over zijn hoogtepunt heen en er ontstond in Europa een nieuwe literaire beweging: het realisme.
De term 'realisme' werd voor de eerste keer in 1850 in verband met de schilderkunst gebruikt. Later werd het overgenomen door de literatuur, waarin het vooral werd toegepast op de roman. De houding van de realistische schrijver is analytisch en kritisch, meestal met de intentie om de werkelijkheid objectief te beschrijven. Heel wat belangrijke 19e-eeuwse romans hebben een sociaal karakter, waardoor de schrijvers zich lijken te profileren als de chroniqueurs van de tijd waarin ze leven.

### Poëzie
- Ramón de Campoamor (Humoradas, Doloras)
- Gaspar Núñez de Arce (Gritos del cobate, La duda, Un idilio)

### Proza (romans)
- Juan Valera (Pepita Jiménez, Doña Luz, Juanita la Larga)
- José María de Pereda (Don Gonzalo de la Gonzalera, De tal palo tal astilla en zijn meesterwerk Peñas arriba)
- Pedro Antonio de Alarcón (El escándalo )
- Benito Perez Galdós (Fortunata y Jacinta)
- Emilia Pardo Bazán (Un viaje de novios)
- Luis Coloma (Pequeñeces )
- Leopoldo Alas (La Regenta en Su único hijo)
- Armando Palacio Valdés (La monja de San Sulpicio)
- Vicente Blasco Ibáñez (Los cuatro jinetes del apocalipsis, Arroz y tartana, La barraca )

### Theater
- Adelardo López de Ayala (El tanto por ciento )
- Ventura de la Vega
- Enrique Gaspar (Las personas decentes)
- Benito Pérez Galdós
- José Echegaray (El loco dios )
- Manuel Tamayo y Baus (La locura del amor)
- Leopoldo Cano (La Pasionaria, La mariposa)

## Van de Generatie van '98 tot de Spaanse burgeroorlog
De schrijvers van de "Generatie van '98",  aan het einde van de 19e eeuw, werden gestimuleerd door Franse en Duitse invloeden en door Rubén Darío en de modernismo-beweging in Spaans-Amerika. Zij namen zich voor om het culturele leven in Spanje te revitaliseren. Miguel de Unamuno oefende als  essayist, dichter, romanschrijver en opvoeder grote invloed op de Spaanse jeugd. Azorín schreef opgemerkte korte schetsen. Ramón del Valle-Inclán injecteerde zijn romans en toneelstukken met poëtisch-fantastische en bizarre elementen. Pío Baroja y Nessi doordrenkte zijn romans met zijn felle onafhankelijke geest die alle traditionele waarden verwierp en mensen trachtte aan te zetten tot actie.
Het toneel werd in de vroege 20e eeuw nieuw leven ingeblazen door Jacinto Grau, Gregorio Martínez Sierra, en vooral door Jacinto Benavente y Martínez. Een belangrijke rol in de Spaanse culturele opleving kreeg de pedagoog Francisco Giner de los Ríos.
Na de Eerste Wereldoorlog werden de intellectuele stromingen, in beweging gezet door de Generatie van '98, samengevoegd met andere krachten in de Europese avant-garde. De literaire kritiek bereikte nieuwe hoogten in het werk van de mediëvist Ramón Menendez Pidal. De humorist Ramón Gómez de la Serna schreef zijn onnavolgbare greguerías.
Het was echter vooral in de poëzie dat Spaanse literatuur in deze periode uitblonk. De teksten van Antonio Machado en van Juan Ramón Jiménez behoren tot de mooiste gedichten in het Spaans. Jose Moreno Villa, Rafael Alberti, Vicente Aleixandre, Luis Cernuda, Jorge Guillén, Pedro Salinas, Dámaso Alonso en diverse anderen maakten deel uit van een briljante groep van dichters die zich de "Generatie van '27" noemde, en waarvan de dichter en toneelschrijver Federico García Lorca de meest markante mag heten.
Parallel aan deze ontwikkelingen in de poëzie verliep het werk van een van Spanjes meest begaafde essayisten - José Ortega y Gasset.